# Neofriseria kuznetzovae
Neofriseria kuznetzovae is een vlinder uit de familie tastermotten (Gelechiidae). De wetenschappelijke naam is voor het eerst geldig gepubliceerd in 2002 door Bidzilya.
De soort komt voor in Europa.